# Novojîvotiv, Orativ
Novojîvotiv (în ucraineană Новоживотів) este o comună în raionul Orativ, regiunea Vinnița, Ucraina, formată numai din satul de reședință.

## Demografie
Componența lingvistică a satului Novojîvotiv
     Ucraineană (99,43%)
     Alte limbi (0,57%)
Conform recensământului din 2001, majoritatea populației satului Novojîvotiv era vorbitoare de ucraineană (99,43%), existând în minoritate și vorbitori de alte limbi.